# The Elgar Sisters
The Elgar Sisters var en isländsk musikgrupp bestående av sångerskan Björk Guðmundsdóttir och gitarristen Guðlaugur Kristinn Óttarsson. Gruppen var aktiva åren 1984–1986 som en del av punkbandet KUKL, och spelade under sin verksamma tid in 11 låtar vid Reykjavik-studion Grettisgat (nuvarande Sýrland). Något album gavs aldrig ut men en del låtar har efter upplösningen används av Björk och Guðlaugurs på deras solomaterial.

## Inspelade låtar
Noteringar
- 1: Ursprungligen betitlad “Mass”.
- 2: Även känd som “Zontal”.